# Gommern
Gommern är en stad i mellersta Tyskland, belägen i Landkreis Jerichower Land i förbundslandet Sachsen-Anhalt, 16 kilometer öster om förbundslandets huvudstad Magdeburg. Gommern växte med införlivade kommuner år 2005 Dannigkow, Dornburg, Karith, Ladeburg, Leitzkau, Menz, Nedlitz, Vehlitz och Wahlitz , år 2008 Prödel samt år 2009 Lübs.

## Geografi
Gommern ligger vid floden Ehle, en östlig biflod till Elbe. Sydost om staden ligger ett större skogs- och friluftsområde i riktning mot Schönebeck. Magdeburg ligger 16 kilometer västerut och Burg bei Magdeburg 31 kilometer norrut. Staden ligger i Zerbster Land, ett jordbrukslandskap som tillhör den västra delen av landskapet Fläming.

## Sevärdheter
- S:t Trinitatiskyrkan, uppförd 1692.
- Wasserburg Gommern, stadens slott, vars äldsta delar är från medeltiden.
- Dornburgs barockslott, uppfört för Johanna Elisabet av Holstein-Gottorp, furstinna av Anhalt-Zerbst, enligt ritningar av Friedrich Joachim Stengel.
- Gesteinsgarten Gommern, stenträdgård med bergartsutställning.

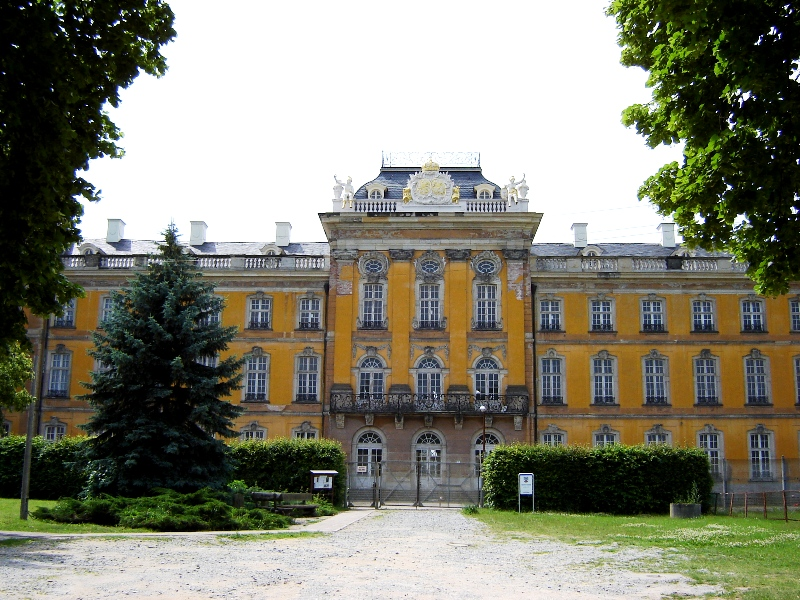
Dornburgs slott
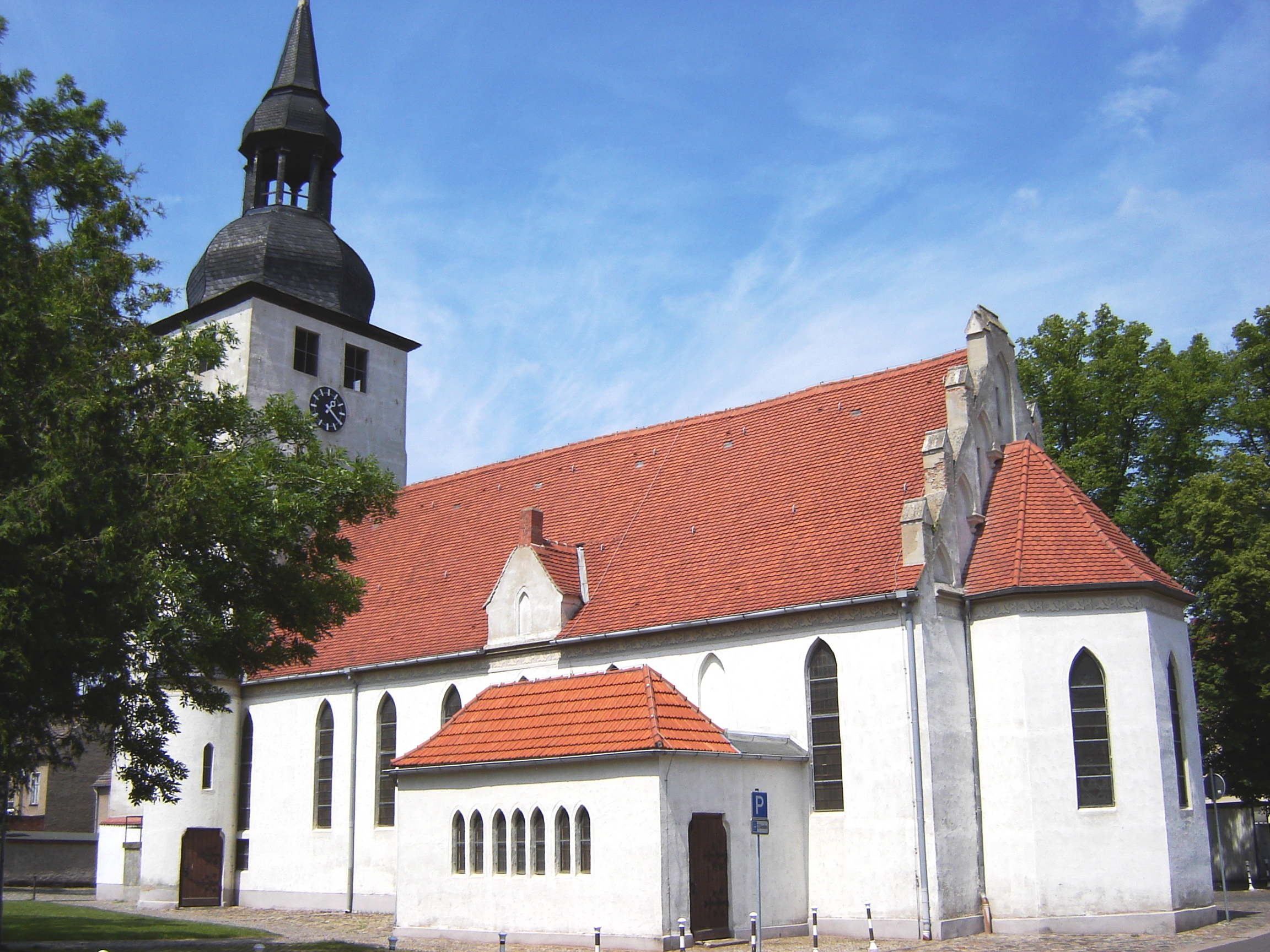
S:t Trinitatiskyrkan
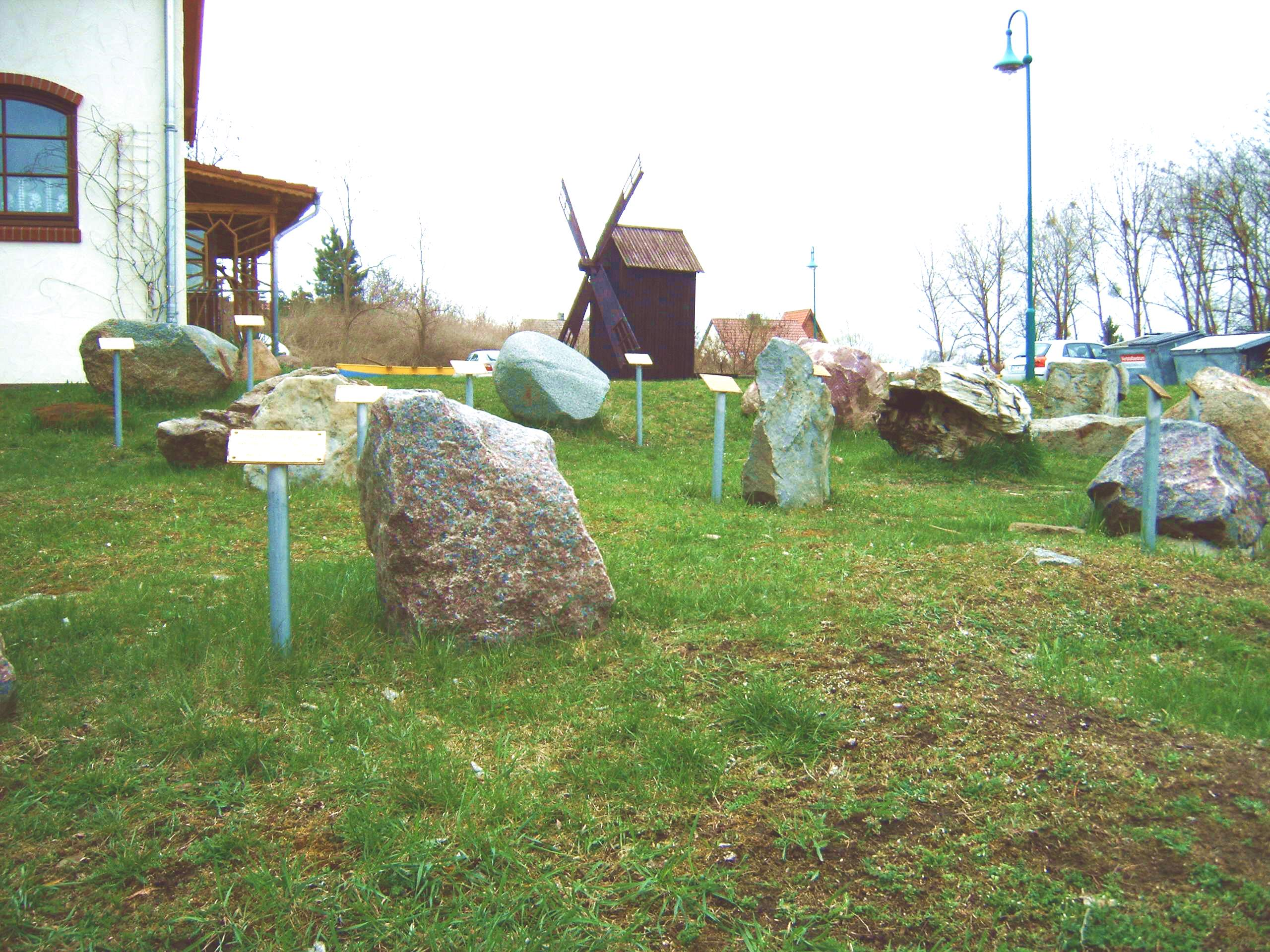
Gesteinsgarten Gommern

## Kommunikationer
Staden har en järnvägsstation på stambanan mellan Magdeburg och Leipzig, som trafikeras av regionaltåg.
I Gommern korsas förbundsvägarna B184 (Magdeburg – Zerbst/Anhalt – Dessau-Rosslau – Bitterfeld-Wolfen – Leipzig) och B246a (Wanzleben – Schönebeck – Möckern – Burg bei Magdeburg.

## Kända invånare
- Martin Hoffmann (född 1955), fotbollsspelare, landslagsspelare för DDR.